# خودرو (فیلم ۱۹۹۷)
«خودرو» (انگلیسی: The Car (1997 film)) یک فیلم است که در سال ۱۹۹۷ منتشر شد.